# Savo Volley
Savo Volley – fiński męski klub siatkarski z siedzibą w Kuopio założony w grudniu 2017 roku w wyniku fuzji klubów Pielaveden Sampo z Pielavesi (występującego również pod nazwą Sampo Volley) oraz LEKA Volley z Kuopio. Drużyna formalnie rozpoczęła swoje funkcjonowanie z końcem sezonu 2017/2018. Od sezonu 2018/2019 występuje w najwyższej klasie rozgrywkowej – Mestaruusliiga.
Celem fuzji było stworzenie jednego silnego klubu reprezentującego całą Sawonię Północną. Z tego względu zespół swoje mecze domowe rozgrywa w różnych miejscowościach tego regionu, m.in. w Kuopio, Leppävirta, Iisalmi, Pielavesi czy Varkaus.
Jak dotychczas zespół dwukrotnie został wicemistrzem Finlandii oraz dwukrotnie zdobył Puchar Finlandii.

## Bilans sezonów
| Sezon     | Rozgrywki ligowe | Rozgrywki ligowe | Puchar     |
| Sezon     | Poziom           | Miejsce          | Puchar     |
| --------- | ---------------- | ---------------- | ---------- |
| 2018/2019 | Mestaruusliiga   | 4/9              | 1/8 finału |
| 2019/2020 | Mestaruusliiga   | —/10             | finał      |
| 2020/2021 | Mestaruusliiga   | 2/10             | półfinał   |
| 2021/2022 | Mestaruusliiga   | 2/11             | zwycięstwo |
| 2022/2023 | Mestaruusliiga   | 3/11             | półfinał   |
| 2023/2024 | Mestaruusliiga   | 4/10             | zwycięstwo |
| 2024/2025 | Mestaruusliiga   | 5/9              | półfinał   |

Poziom rozgrywek:
     pierwszy poziom

## Udział w europejskich pucharach
Savo Volley w europejskich pucharach występował w trakcie trzech sezonów. W sezonie 2018/2019 grał w Pucharze Challenge, natomiast w sezonach 2019/2022 oraz 2022/2023 – w Pucharze CEV.
| Sezon     | Puchar           | Osiągnięcie |
| --------- | ---------------- | ----------- |
| 2018/2019 | Puchar Challenge | 1/8 finału  |
| 2019/2020 | Puchar CEV       | 1/16 finału |
| 2022/2023 | Puchar CEV       | 1/8 finału  |

## Sukcesy
Mistrzostwa Finlandii:
- 2. miejsce (2x): 2021, 2022
- 3. miejsce (1x): 2023[3]

Puchar Finlandii:
- 1. miejsce (2x): 2022, 2024
- 2. miejsce (1x): 2020